# Arctowski-Leuchtturm
Der Arctowski-Leuchtturm (polnisch latarnia morska Arctowski) ist der Leuchtturm der polnischen Arctowski-Station auf King George Island in den Südlichen Shetlandinseln. Er steht am Shag Point nahe dem Kap Point Thomas in der Admiralty Bay.

## Geschichte
Die polnische Antarktisstation wurde am 26. Februar 1977 eröffnet. Im nächsten Sommer wurde der Leuchtturm errichtet und am 16. März 1978 seiner Bestimmung übergeben. Seitdem unterstützt er die Navigation von Versorgungs- und zunehmend auch Kreuzfahrtschiffen durch die Admiralty Bay.

## Beschreibung
Standort des Leuchtturms ist der Basaltfelsen Latarnia Rock unmittelbar am Shag Point, der vom Hauptgebäude der Polarstation etwa 220 Meter entfernt ist. Der sechs Meter hohe Metallturm mit einem Durchmesser von 80 cm ist auf einer Metallplatte mit einem Fundament aus Beton montiert. Er besitzt eine kleine Galerie unterhalb der Laterne, die sich unter einem konischen, weiß gestrichenen Blechdach befindet. Der Leuchtturm war zunächst rot-weiß gebändert. Seit seiner Überholung im Jahr 2006 ist die obere Hälfte weiß, die untere rot gestrichen. Er trägt die senkrechte Aufschrift „ARCTOWSKI“ in schwarzen Lettern. Seine elektrische Lampe wird von einem Generator mit Strom versorgt.
Das Feuer des Leuchtturms hat eine Tragweite von acht Seemeilen. Seine Kennung ist ein weißes Licht von drei Sekunden Länge gefolgt von einer sechs Sekunden langen Pause. Der Leuchtturm ist Tag und Nacht in Betrieb.